# Порт Роттердама
51°53′06″ пн. ш. 4°17′12″ сх. д. / 51.885° пн. ш. 4.2867° сх. д.

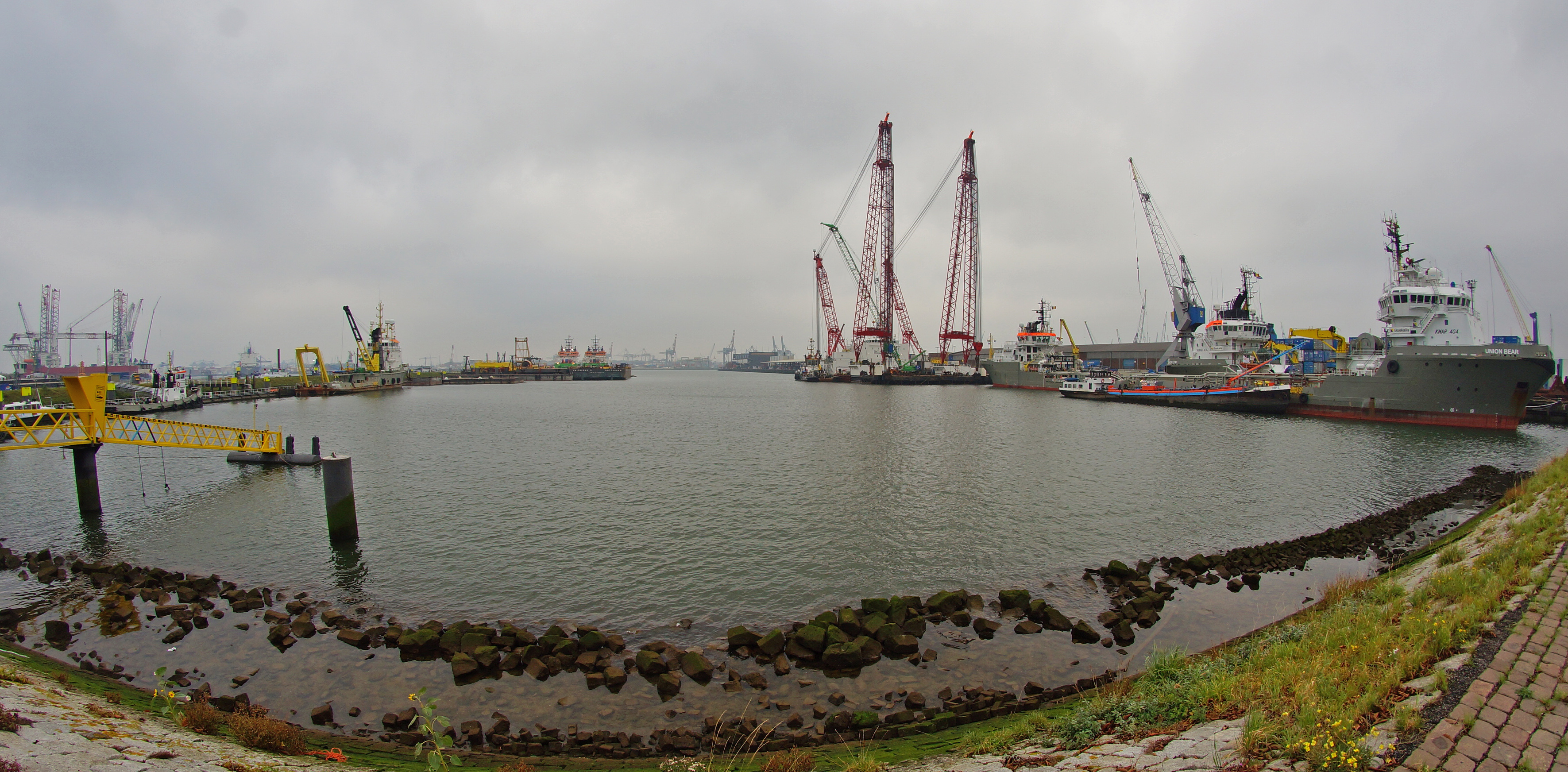
Waalhaven

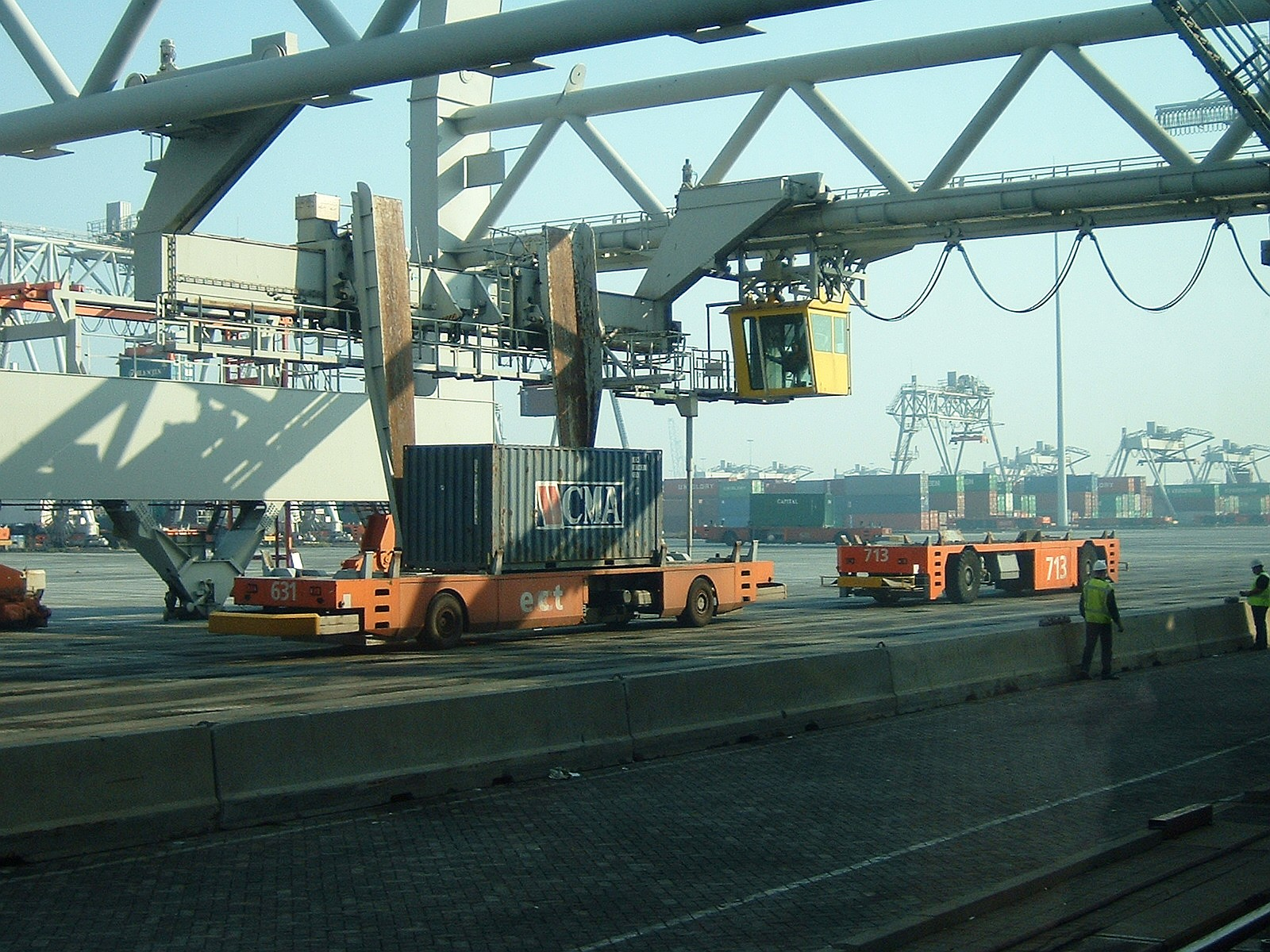
Термінали «Europe Container»

Порт Роттердама — найбільший порт у Європі і один з найбільших портів світу, розташований в місті Роттердам, Південна Голландія, Нідерланди. Розташований у гирлі річки Рейн. Особливо інтенсивно він став розвиватися з другої половини 19 століття, у зв'язку з появою у Рурському басейні великої промисловості. Сильно постраждав під час Другої світової війни. 
Сьогодні Роттердам переробляє величезні вантажопотоки, основу яких складають нафта і нафтопродукти. З 1962 до 1986 він був найбільшим портом у світі, допоки його не обігнали такі азійські порти як Сингапур і Шанхай. У 2006 році Роттердам був шостим контейнерним портом у світі по обробці одиниць TEU (Двадцятифутовий еквівалент). 
Площа порту у Роттердамі становить 105 квадратних кілометрів, в довжину він витягнутий на 40 кілометрів. Розташований по берегах Каландканалу, річок Ньїве-Маас, Ніве-Ватервег та Схеур, а також на насипній області Maasvlakte, яка виходить у Північне море. Порт Роттердама складається з історичної портової зони в центрі міста, Делфсхавен, що включає; комплекси Маасхавен / Рейнхавен / Фейеноорд; гавані довкола Н'їв-Матенессе; Ваалхавен; Вонделінгенплат; Емхавен; Ботлек; Європорт.